# Garuda Indonesia
Garuda Indonesia (официально: Pt. Garuda Indonesia (Persero) Tbk, рус. «Гару́да Индоне́зия») — национальная авиакомпания Индонезии. Основана 1 августа 1947 года и названа в честь мифической птицы индуистского бога Вишну — Гару́ды, являющейся символом республики. Штаб-квартира располагается в столичном аэропорту Сукарно-Хатта. «Garuda Indonesia» входит в семёрку лучших авиакомпаний мира, имеющих высший рейтинг — пять звёзд, а также является самой быстроразвивающейся авиакомпанией в мире, по версии Skytrax. Член альянса SkyTeam, официальный авиа перевозчик футбольного клуба Ливерпуль.

## Флот
В августе 2021 года флот Garuda Indonesia состоял из 125 самолётов, средний возраст которых 9,2 лет:

## Маршрутная сеть
|  | Хаб                               |
|  | Основное направление              |
|  | Пассажирские и грузовые перевозки |
|  | Сезонные перевозки                |
|  | Будущие направления               |
|  | Отменённые направления            |

| Город                         | Страна               | IATA | ICAO | Аэропорт                                                            | Примечания    |
| ----------------------------- | -------------------- | ---- | ---- | ------------------------------------------------------------------- | ------------- |
| Аделаида                      | Австралия            | ADL  | YPAD | Аэропорт Аделаида                                                   |               |
| Абу-Даби                      | ОАЭ                  | AUH  | OMAA | Международный аэропорт Абу-Даби [T]                                 | [ 10 ] [ 11 ] |
| Амбон                         | Индонезия            | AMQ  | WAPP | Международный аэропорт имени Паттимуры                              | [ 10 ]        |
| Амстердам                     | Нидерланды           | AMS  | EHAM | Аэропорт Амстердам-Схипхол                                          | [ 10 ]        |
| Окленд                        | Новая Зеландия       | AKL  | NZAA | Аэропорт Окленд [T]                                                 |               |
| Бахрейн                       | Бахрейн              | BAA  | OBBI | Международный аэропорт Бахрейн [T]                                  |               |
| Генерал-Сантос                | Филиппины            | GES  | PPMR | Международный аэропорт Генерал-Сантос [T]                           |               |
| Баликпапан                    | Индонезия            | BPN  | WALL | Международный аэропорт имени Султана Аджи Мухаммада Сулеймана [Hub] |               |
| Банда Ачех                    | Индонезия            | BTJ  | WITT | Международный аэропорт имени Султана Искандара Муды                 | [ 10 ]        |
| Бандар-Лампунг                | Индонезия            | TKG  | WICT | Международный аэропорт имени Радина Интена II                       | [ 10 ]        |
| Бандар-Сери-Бегаван           | Бруней               | BWN  | WBSB | Международный аэропорт Бруней [T]                                   |               |
| Бандунг                       | Индонезия            | BDO  | WICC | Международный аэропорт имени Хусейна Састранегары                   | [ 10 ]        |
| Банджармасин                  | Индонезия            | BDJ  | WAOO | VМеждународный аэропорт имени Сьямсудина Нура                       | [ 10 ]        |
| Бангкок                       | Таиланд              | DMK  | VTBD | Международный аэропорт Донмыанг [T]                                 |               |
| Бангкок                       | Таиланд              | BKK  | VTBS | Аэропорт Суварнабхуми                                               | [ 10 ]        |
| Баньюванги                    | Индонезия            | BWX  | WARB | Международный аэропорт Баньюванги                                   | [ 10 ]        |
| Батам                         | Индонезия            | BTH  | WIDD | Hang Nadim Airport                                                  | [ 10 ]        |
| Бау-Бау                       | Индонезия            | BUW  | WAWB | Betoambari Airport                                                  | [ 10 ]        |
| Пекин                         | Китай                | PEK  | ZBAA | Международный аэропорт Пекин-Шоуду                                  | [ 10 ]        |
| Бейрут                        | Ливан                | BEY  | OLBA | Международный аэропорт Бейрут имени Рафика Харири [T]               |               |
| Бенкулу                       | Индонезия            | BKS  | WIPL | Fatmawati Soekarno Airport                                          | [ 10 ]        |
| Berau                         | Индонезия            | BEJ  | WRLK | Kalimarau Airport                                                   | [ 10 ]        |
| Biak                          | Индонезия            | BIK  | WABB | Frans Kaisiepo Airport                                              | [ 10 ]        |
| Bima                          | Индонезия            | BMU  | WADB | Bima Airport                                                        |               |
| Брисбен                       | Австралия            | BNE  | YBBN | Аэропорт Брисбен                                                    | [ 10 ] [ 13 ] |
| Брюссель                      | Бельгия              | BRU  | EBBR | Аэропорт Брюссель [T]                                               |               |
| Кэрнс                         | Австралия            | CNS  | YBCS | Аэропорт Кэрнс [T]                                                  |               |
| Каир                          | Египет               | CAI  | HECA | Международный аэропорт Каир [T]                                     |               |
| Даммам                        | Саудовская Аравия    | DMM  | OEDF | Международный аэропорт имени Короля Фахда [T]                       |               |
| Дарвин                        | Австралия            | DRW  | YPDN | Международный аэропорт Дарвин [T]                                   |               |
| Денпасар                      | Индонезия            | DPS  | WADD | Международный аэропорт имени Нгурах-Рая [Hub]                       | [ 10 ]        |
| Дили                          | Восточный Тимор      | DIL  | WPDL | Международный аэропорт имени Президента Николау Лобату              |               |
| Дубай                         | ОАЭ                  | DXB  | OMDB | Международный аэропорт Дубай [T]                                    |               |
| Ende                          | Индонезия            | ENE  | WATE | H. Hasan Aroeboesman Airport                                        |               |
| Франкфурт                     | Германия             | FRA  | EDDF | Аэропорт Франкфурт-на-Майне [T]                                     |               |
| Фукуока                       | Япония               | FUK  | RJFF | Аэропорт Фукуока [T]                                                |               |
| Gorontalo                     | Индонезия            | GTO  | WAMG | Jalaluddin Airport                                                  | [ 10 ]        |
| Гуам                          | Гуам                 | GUM  | PGUM | Международный аэропорт имени Антони Б. Вон Пата [T]                 |               |
| Гуанчжоу                      | Китай                | CAN  | ZGGG | Международный аэропорт Гуанчжоу-Байюнь                              | [ 10 ]        |
| Хошимин                       | Вьетнам              | SGN  | VVTS | Международный аэропорт Таншоннят [T]                                |               |
| Гонконг                       | Гонконг              | HKG  | VHHH | Международный аэропорт Гонконг                                      | [ 10 ]        |
| Гонконг                       | Гонконг              | HKG  | VHHH | Международный аэропорт Кайтак [T]                                   |               |
| Гонолулу                      | США                  | HNL  | PHNL | Международный аэропорт Гонолулу [T]                                 |               |
| Джакарта                      | Индонезия            | HLP  | WIHH | Международный аэропорт имени Халима Перданакусумы [S]               |               |
| Джакарта                      | Индонезия            | CGK  | WIII | Международный аэропорт Сукарно-Хатта [Hub]                          | [ 10 ]        |
| Jambi                         | Индонезия            | DJB  | WIPA | Sultan Thaha Airport                                                | [ 10 ]        |
| Джаяпура                      | Индонезия            | DJJ  | WAJJ | Аэропорт Сентани                                                    | [ 10 ]        |
| Джидда                        | Саудовская Аравия    | JED  | OEJN | Международнвй аэропорт имени Короля Абдул-Азиза                     | [ 10 ]        |
| Jember                        | Индонезия            | JBB  | ???? | Notohadinegoro Airport                                              | [ 10 ]        |
| Йоханнесбург                  | ЮАР                  | JNB  | FAJS | Международный аэропорт имени О. Р. Тамбо [T]                        |               |
| Карачи                        | Пакистан             | KHI  | OPKC | Международный аэропорт имени Джинны [T]                             | [ 14 ]        |
| Kendari                       | Индонезия            | KDI  | WAWW | Haluoleo Airport                                                    | [ 10 ]        |
| Kolaka                        | Индонезия            | PUM  | WAWP | Sangia Nibandera Airport                                            | [ 10 ]        |
| Куала-Лумпур                  | Малайзия             | KUL  | WMKK | Международный аэропорт Куала-Лумпур                                 | [ 10 ]        |
| Купанг                        | Индонезия            | KOE  | WATT | Международный аэропорт имени Эль-Тари                               | [ 10 ]        |
| Labuan Bajo                   | Индонезия            | LBJ  | WATO | Komodo Airport                                                      | [ 10 ]        |
| Лондон                        | Великобритания       | LGW  | EGKK | Аэропорт Гатвик                                                     | [ 15 ]        |
| Лос-Анджелес                  | США                  | LAX  | KLAX | Международный аэропорт Лос-Анджелес [T]                             |               |
| Luwuk                         | Индонезия            | LUW  | WAMW | Syukuran Aminuddin Amir Airport                                     | [ 10 ]        |
| Мадрид                        | Испания              | MAD  | LEMD | Международный аэропорт Мадрид-Барахас [T]                           |               |
| Макасар                       | Индонезия            | UPG  | WAAA | Международный аэропорт имени Султана Хасануддина [Hub]              | [ 10 ]        |
| Malang                        | Индонезия            | MLG  | WARA | Abdul Rachman Saleh Airport                                         | [ 10 ]        |
| Mamuju                        | Индонезия            | MJU  | WAAJ | Tampa Padang Airport                                                | [ 10 ]        |
| Манадо                        | Индонезия            | MDC  | WAMM | Международный аэропорт имени Сэма Ратуланги                         | [ 10 ]        |
| Манила                        | Филиппины            | MNL  | RPLL | Международный аэропорт имени Ниноя Акино [T]                        |               |
| Mataram                       | Индонезия            | LOP  | WADL | Lombok International Airport                                        | [ 10 ]        |
| Mataram                       | Индонезия            | AMI  | WADA | Selaparang Airport [T]                                              |               |
| Медан                         | Индонезия            | KNO  | WIMM | Международный аэропорт Куаланаму [Hub]                              | [ 10 ]        |
| Медан                         | Индонезия            | MES  | WIMK | Международный аэропорт Полония [T]                                  |               |
| Мельбурн                      | Австралия            | MEL  | YMML | Аэропорт Мельбурн                                                   | [ 10 ]        |
| Merauke                       | Индонезия            | MKQ  | WAKK | Mopah Airport                                                       |               |
| Москва                        | Россия               | DME  | UUDD | Международный аэропорт Домодедово [T]                               |               |
| Мумбаи                        | Индия                | BOM  | VABB | Международный аэропорт имени Чатрапати Шиваджи [T]                  |               |
| Нагоя (resumes 27 March 2015) | Япония               | NGO  | RJGG | Международный аэропорт Тюбу                                         | [ 16 ]        |
| Осака                         | Япония               | KIX  | RJBB | Международный аэропорт Кансай                                       | [ 10 ]        |
| Паданг                        | Индонезия            | PDG  | WIPT | Международный аэропорт Минангкабау                                  | [ 10 ]        |
| Padang                        | Индонезия            | PDG  | WIMG | Tabing Airport [T]                                                  |               |
| Palangkaraya                  | Индонезия            | PKY  | WAOP | Tjilik Riwut Airport                                                | [ 10 ]        |
| Палембанг                     | Индонезия            | PLM  | WIPP | Международный аэропорт имени Султана Махмуда Бадаруддина II         | [ 10 ]        |
| Palu                          | Индонезия            | PLW  | WAML | Mutiara Airport                                                     | [ 10 ]        |
| Pangkal Pinang                | Индонезия            | PGK  | WIPK | Depati Amir Airport                                                 | [ 10 ]        |
| Париж                         | Франция              | CDG  | LFPG | Аэропорт Париж — Шарль де Голль [T]                                 |               |
| Пеканбару                     | Индонезия            | PKU  | WIBB | Международный аэропорт имени Султана Шарифа Касима II               | [ 10 ]        |
| Пинанг                        | Малайзия             | PEN  | WMKP | Международный аэропорт Пинанг [T]                                   |               |
| Перт                          | Австралия            | PER  | YPPH | Аэропорт Перт                                                       | [ 10 ]        |
| Пномпень                      | Камбоджа             | PNH  | VDPP | Международный аэропорт Пномпень [T]                                 |               |
| Пхукет                        | Таиланд              | HKT  | VTSP | Международный аэропорт Пхукет [T]                                   |               |
| Pontianak                     | Индонезия            | PNK  | WIOO | Supadio Airport                                                     | [ 10 ]        |
| Прага                         | Чехия                | PRG  | LKPR | Аэропт Прага имени Вацлава Гавела [T]                               |               |
| Эр-Рияд                       | Саудовская Аравия    | RUH  | OERK | Международный аэропорт имени Короля Халида [T]                      |               |
| Рим                           | Италия               | FCO  | LIRF | Аэропорт Фьюмичино имени Леонардо да Винчи [T]                      |               |
| Семаранг                      | Индонезия            | SRG  | WARS | Международный аэропорт имени Ахмада Яни                             | [ 10 ]        |
| Сеул                          | Республика Корея     | ICN  | RKSI | Международный аэропорт Инчхон                                       | [ 10 ]        |
| Шанхай                        | Китай                | PVG  | ZSPD | Международный аэропорт Шанхай-Пудун                                 | [ 10 ]        |
| Sibolga                       | Индонезия            | FLZ  | WIMS | Ferdinand Lumban Tobing Airport                                     | [ 10 ]        |
| Сингапур                      | Сингапур             | SIN  | WSSS | Аэропорт Сингапур-Чанги                                             | [ 10 ]        |
| Сурабая                       | Индонезия            | SUB  | WARR | Международный аэропорт имени Джуанды [Hub]                          | [ 10 ]        |
| Суракарта                     | Индонезия            | SOC  | WARQ | Adisumarmo International Airport                                    | [ 10 ]        |
| Сидней                        | Австралия            | SYD  | YSSY | Аэропорт Сидней                                                     | [ 10 ]        |
| Тайбэй                        | Китайская Республика | TPE  | RCTP | Международный аэропорт Тайвань-Таоюань [T]                          | [ 10 ] [ 17 ] |
| Tanjung Pandan                | Индонезия            | TJQ  | WIOD | H.A.S. Hanandjoeddin Airport                                        | [ 10 ]        |
| Tanjung Pinang                | Индонезия            | TNJ  | WIDN | Raja Haji Fisabilillah Airport                                      | [ 10 ]        |
| Tarakan                       | Индонезия            | TRK  | WALR | Juwata International Airport                                        | [ 10 ]        |
| Тернате                       | Индонезия            | TTE  | WAMT | Babullah Airport                                                    | [ 10 ]        |
| Timika                        | Индонезия            | TIM  | WABP | Timika Airport                                                      | [ 10 ]        |
| Токио                         | Япония               | HND  | RJTT | Аэропорт Ханеда                                                     | [ 10 ]        |
| Токио                         | Япония               | NRT  | RJAA | Международный аэропорт Нарита                                       | [ 10 ]        |
| Таунсвилл                     | Австралия            | TSV  | YBTL | Аэропорт Таунсвилл [T]                                              |               |
| Вена                          | Австрия              | VIE  | LOWW | Международный аэропорт Вена [T]                                     |               |
| Джокьякарта                   | Индонезия            | JOG  | WARJ | Аэропорт имени Адисукипто                                           | [ 10 ]        |
| Джокьякарта                   | Индонезия            | YIA  | WAHI | Международный аэропорт Джокьякарта                                  | [ 10 ]        |
| Цюрих                         | Швейцария            | ZRH  | LSZH | Аэропорт Цюрих [T]                                                  |               |

## Сервис
Garuda Indonesia — это авиакомпания с полным спектром услуг, предлагающая эконом, бизнес и первый класс. Авиакомпания начала внедрять новые продукты и услуги премиум-класса с появлением самолётов Airbus A330-200 и Boeing 737-800. Каюты первого класса были представлены в 2013 году на борту Boeing 777-300ER с Wi-Fi и телекоммуникационными услугами на борту.

### Первый класс
Первый класс доступен на двух самолётах Boeing 777-300ER с восемью люксами, расположенными в конфигурации 1-2-1. Места первого класса — это люксы с раздвижными дверями для дополнительной конфиденциальности. Они оснащены 24-дюймовым экраном AVOD и сиденьями, которые превращаются в кровать, а также контроллером сидений с сенсорным экраном. На борту самолёта есть шеф-повар, способный удовлетворить потребности пассажиров. Пассажиры первого класса могут использовать Wi-Fi во время полёта. без дополнительной оплаты. Он имеет шаг сиденья 82 дюйма и ширину сиденья 22 дюйма.
Первоначально продукт был доступен на всех самолётах Boeing 777-300ER, однако было решено, что последние четыре самолёта будут поставлены в конфигурации двух классов. В 2017 году ещё четыре самолёта были переоборудованы в двухклассную конфигурацию, в результате чего осталось всего два самолёта первого класса.

### Бизнес класс
Бизнес-класс Garuda доступен на всех самолётах, кроме ATR 72–600 и шести более старых A330-300. Новая кабина бизнес-класса на борту самолёта Boeing 777-300ER Garuda оснащена сиденьями с плоской кроватью EADS Sogerma, расположенными в шахматном порядке 1-2-1; позволяя прямой проход прохода всем пассажирам. Эти сиденья оснащены 74-дюймовым шагом сиденья, 15-дюймовым экраном AVOD, портами USB, блоком питания ноутбука и индивидуальной лампой для чтения.
Четыре новых A330-300, поставляемые начиная с 2016 года, оснащены сиденьем бизнес-класса Super Diamond B / E, обеспечивающим доступ к полному проходу, в шахматной конфигурации 1-2-1, наклоном на 180 градусов, большим пространством для хранения, новым 16-дюймовый развлекательный экран, сенсорное управление сиденьем и новая развлекательная система Panasonic eX3. [141]
На борту других самолётов Airbus A330 кабина бизнес-класса оснащена полностью плоскими сиденьями на всех автомобилях -200 и 7-300 (в период с 2013 по 2015 годы). Однако на борту шести более старых самолётов A330-300 нет мест бизнес-класса. Планшетные сиденья имеют шаг сидения до 74 ". Сиденья оснащены персональной развлекательной системой AVOD (IFE), портами USB, блоком питания ноутбука в ноутбуке и лампой для чтения. Места бизнес-класса на борту конфигурируются в конфигурация 2-2-2.
Самолёт Garuda Boeing 737-800 также оснащён откидным продуктом бизнес-класса с 42-дюймовым шагом сиденья в 2–2 разряде, оснащённым блоком питания ноутбука, персональным 9-дюймовым сенсорным экраном и активированной AVOD In-Flight Entertainment. и личный свет для чтения.
В зависимости от продолжительности полёта предлагается широкий ассортимент горячих и холодных напитков, а также закуски и / или блюда. Вино и пиво также предлагаются на международных рейсах.

### Эконом класс
Места экономического класса доступны на всех самолётах. Конфигурация сиденья составляет 2–2 на ATR72 и CRJ1000, 3–3 на 737, 2–4–2 на A330, а также 3–3–3 на 777. Ширина сидений варьируется от 17 дюймов на борту всех 737, ATR72 и CRJ1000, до 18 дюймов на борту A330 и 777. Шаг сидений составляет 30 дюймов на самолётах ATR 72 и Bombardier CRJ1000, 31–32 дюйма на 737, 32–33 дюйма на борту 777 и 33–34 дюймов на борту A330.
Развлечения в полёте на спинку сиденья предлагаются на всех 737 (кроме серии PK-GEx) и на всех A330 и 777. За исключением четырёх новейших самолётов A330 (оснащённых 11,1-дюймовым сенсорным экраном), каждое сиденье оснащено 9-дюймовым сенсорным экраном спинки сиденья.

### ESCort
ESCort — один из двух новейших бортовых сервисов Garuda, который был введён в 2019 году исключительно на рейсах в Лондон-Хитроу и обратно. В классе ESCort пассажиры могут получить три места в экономическом классе. Авиакомпания предоставляет пассажирам, путешествующим в этом классе, матрас, подушку и пододеяльник, а также питание и удобства бизнес-класса. Пассажирам разрешается лежать на трёхместных сиденьях во время полёта.

### Премиум эконом класс
Премиум Эконом — это второй бортовой класс, который компания Garuda Indonesia ввела в 2019 году, когда она совершила свой первый рейс из лондонского Хитроу в Денпасар, Бали. Премиум Эконом класс даёт путешествующим парам дополнительное свободное место в салоне обычного эконом класса. Пассажиры в Премиум Эконом могут также получить норму зарегистрированного багажа на 40 кг наряду с набором еды и удобств бизнес-класса.

### Развлечения на борту
Развлечения на борту (IFE) доступны на борту большинства самолётов Garuda Indonesia: все A330, все 777 и все, кроме трёх 737-800.
Boeing 777-300ER, Airbus A330 и более новые самолёты Boeing 737-800 от Garuda оснащены аудиовидеосистемой In-Flight Entertainment по запросу во всех классах. Экономический класс на этих самолётах оснащён 9-дюймовым ЖК-дисплеем с сенсорным экраном, а бизнес-класс оснащён 9-дюймовым, 11-дюймовым и 15-дюймовым сенсорным ЖК-дисплеями на самолёте Garuda Boeing 737-800, более старой Airbus A330-200. и все остальные самолёты Airbus A330 и 777 соответственно. В бизнес-классе на борту самолётов Airbus A330-300 и более новых самолётов A330-200 экраны расположены на спинках сидений или в подлокотниках рядов переборок, а в более старых самолётах Airbus A330-200 и Boeing 737-800 экраны уложены в подлокотник. В экономклассе они на спинке сиденья.
Garuda представил новую систему IFE на борту четырёх самолётов A330-300. Они поставляются с 11-дюймовым сенсорным экраном в экономичном режиме с контроллером сенсорной панели и 16-дюймовым сенсорным дисплеем в Business с 4,7-дюймовым сенсорным пультом дистанционного управления. Газеты и журналы предоставляются всем пассажирам на борту всех рейсов. На борту Boeing 777-300ER доступны 6 международных телевизионных каналов.

## Авиационные происшествия
| Дата       | Воздушное судно           | Бортовой номер | Место                                   | Жертвы  | Описание |
| ---------- | ------------------------- | -------------- | --------------------------------------- | ------- | --- |
| 17.11.1950 | Douglas DC-3              | PK-DPB         | Аэропорт имени Джуанды                  | 2/23    | Слетел с ВПП и упал в кювет. Двое пилотов из трёх погибли. |
| 24.01.1961 | Douglas DC-3              | PK-GDI         | Гора Бурангранг                         | 21/21   | Попытка пилота пролететь над горной местностью, будучи неуверенным в своём расположении и погоде. |
| 03.02.1961 | Douglas DC-3              | PK-GDI         | У острова Мадура                        | 26/26   | Пропал без вести. Обломки не были найдены |
| 01.01.1966 | Два Douglas DC-3          | PK-GDU, PK-GDE | Около Палембанга                        | 17/17   | Два самолёта столкнулись по неизвестной причине. Все погибли. |
| 16.02.1967 | Lockheed L-188 Electra    | PK-GLB         | Аэропорт г. Манадо                      | 22/92   | Оказался выше и левее ВПП. При выравнивании самолёта, он потерял скорость, упал около аэропорта и загорелся. 22 пассажира погибли. |
| 28.05.1968 | Convair 990a Coronado     | PK-GJA         | Около аэропорта имени Чатрапати Шиваджи | 1+29/29 | Спустя 4 минуты после взлёта рухнул около деревни Билалпада. Одного из жителей деревни убило обломками. |
| 26.09.1972 | Fokker F27 Friendship 600 | PK-GFP         | Рядом с аэропортом Кемайоран (Джакарта) | 3/3     | Набрав 30 метров после взлёта, самолёт накренился вправо и упал в 90 метрах от аэропорта. |
| 07.09.1974 | Fokker F27 Friendship 600 | PK-GFJ         | Аэропорт Бранти (Бандар-Лампунг)        | 33/36   | Столкновение со зданием при посадке в плохую погоду. На земле никто не погиб. 3 человека в самолёте выжили. |
| 24.09.1975 | Fokker F28 Fellowship     | PK-GVK         | Около аэропорта Палембанг               | 1+25/61 | В плохую погоду и туман ударился о кокосовую пальму и рухнул на землю. Один человек на земле погиб. |
| 05.09.1977 | McDonnell Douglas DC-9-32 | н. д.          | Над Сурабаей                            | 0/?     | Угонщик захватил стюардессу, но экипаж справился с ним. После посадки угонщик был взят под стражу. |
| 15.11.1978 | Douglas DC-8-63CF         | TF-FLA         | Негомбо (Шри-Ланка)                     | 183/262 | Оказался на опасно малой высоте. Экипаж не услышал предупреждения диспетчера подхода, так как был занят разговором с радарным диспетчером. DC-8 врезался в каучуковые и кокосовые плантации и взорвался. 183 человека погибли. |
| 06.03.1979 | Fokker F28 Fellowship     | PK-GVP         | Недалеко от Проболинго                  | 4/4     | На высоте 6200 футов врезался в гору Бромо |
| 11.07.1979 | Fokker F28 Fellowship     | PK-GVE         | Вулкан Сибаяк                           | 61/61   | Снижение ниже высоты вулкана и последующее столкновение с ним. |
| 28.03.1981 | McDonnell Douglas DC-9    | PK-GNJ         | Аэропорт города Бангкок                 | 4/50    | Самолёт был захвачен тяжеловооружёнными угонщиками. Позже он был взят штурмом военными, которые застрелили угонщиков. |
| 20.03.1982 | Fokker F28 Fellowship     | PK-GVK         | Таджункаранг                            | 27/27   | Во время посадки в дождь жёстко сел на поле в 700 метрах от ВПП. |
| 04.04.1987 | McDonnell Douglas DC-9    | PK-GNQ         | Медан                                   | 23/45   | При заходе на посадку врезался в линии электропередач. Хвостовая часть отделилась от фюзеляжа, который был охвачен огнём. |
| 13.06.1996 | McDonnell Douglas DC-10   | PK-GIE         | Фукуока (аэропорт)                      | 3/275   | Во время разгона по ВПП произошёл отказ двигателя № 3. DC-10 выкатился за пределы ВПП разрушился на три части и сгорел. |
| 26.09.1997 | Airbus A300B4-220         | PK-GIE         | Около Буах-Набара (Северная Суматра)    | 234/234 | Диспетчер дал указание, которое предназначалось другому рейсу. Запутавшиеся пилоты выполнили последнее указание диспетчера. На высоте 900 метров A300 врезался в гору около деревни Буах-Набар. Крупнейшая катастрофа в Индонезии за всё время. |
| 16.01.2002 | Boeing 737-3Q8            | PK-GWA         | река Бенгаван Соло                      | 1/60    | Попав в сильную грозу оба двигателя отключились. Вынужденное приводнение на реку Соло. Одна стюардесса погибла при крушении. |
| 07.03.2007 | Boeing 737-497            | PK-GZK         | Аэропорт Адисукипто, Джокьякарта        | 21/140  | КВС вошёл в состояние фиксации, не обращая внимание на сигнал GPWS. Командир попросил второго пилота выставить закрылки на 15°, но из-за слишком большой скорости второй пилот выставил их только на 5°. При касании с ВПП с закрылками в неправильном положении самолёт подскочил вверх и вошёл в козление. При втором касании носовая стойка сложилась и лайнер прочертив всю полосу носом выкатился за её пределы на рисовое поле и разрушился. 21 человек погиб. |